# Tribonyx
Tribonyx – rodzaj ptaków z rodziny chruścieli (Rallidae).

## Zasięg występowania
Rodzaj obejmuje gatunki występujące w Australii i na Tasmanii.

## Morfologia
Długość ciała 30–51 cm, rozpiętość skrzydeł 55–66 cm; masa ciała samców 250–1334 g, samic 322–1251 g.

## Systematyka

### Etymologia
- Tribonyx: gr. τριβω tribō „zetrzeć się”; ονυξ onux, ονυχος onukhos „pazur”[7].
- Brachyptrallus: gr. βραχυπτερος brakhupteros „krótkoskrzydły”, od βραχυς brakhus „krótki”; -πτερος -pteros „-skrzydły”, od πτερον pteron „skrzydło”; rodzaj Rallus Linnaeus, 1758 (wodnik)[8]. Gatunek typowy: Brachyptrallus ralloides Lafresnaye, 1840 (= Tribonyx mortierii Du Bus, 1840).
- Microtribonyx: gr. μικρος mikros „mały”; rodzaj Tribonyx Du Bus, 1840[9]. Gatunek typowy: Gallinula ventralis Gould, 1837.
- Pyramida: Pyramid Valley, Wyspa Południowa, Nowa Zelandia[10]. Gatunek typowy: †Rallus hodgeni Scarlett, 1955 (= †Gallinula hodgenorum Olson, 1986).

### Podział systematyczny
Do rodzaju należą następujące gatunki:
- Tribonyx ventralis (Gould, 1837) – kureczka duża
- Tribonyx hodgenorum (Scarlett, 1955) – kureczka nowozelandzka – takson wymarły najprawdopodobniej w XVII wieku[12]
- Tribonyx mortierii Du Bus, 1840 – kureczka wielka